# Симион Бербери
Симион (Симу) Бербери (на румънски: Simion (Simu) Berberi) е арумънски лекар и румънски дипломат, деец на румънската пропаганда сред арумъните и мъгленорумъните.

## Биография
Симион Бербери е роден в костурското влашко село Клисура (Влахоклисура) през 1871 година. Завършва Румънския лицей в Битоля през 1889 г. Завършва медицина и започва румънска държавна служба. Работи като вицеконсул в Румънското консулство в Битоля и същевременно практикува медицина в града.